# Tachovská brázda

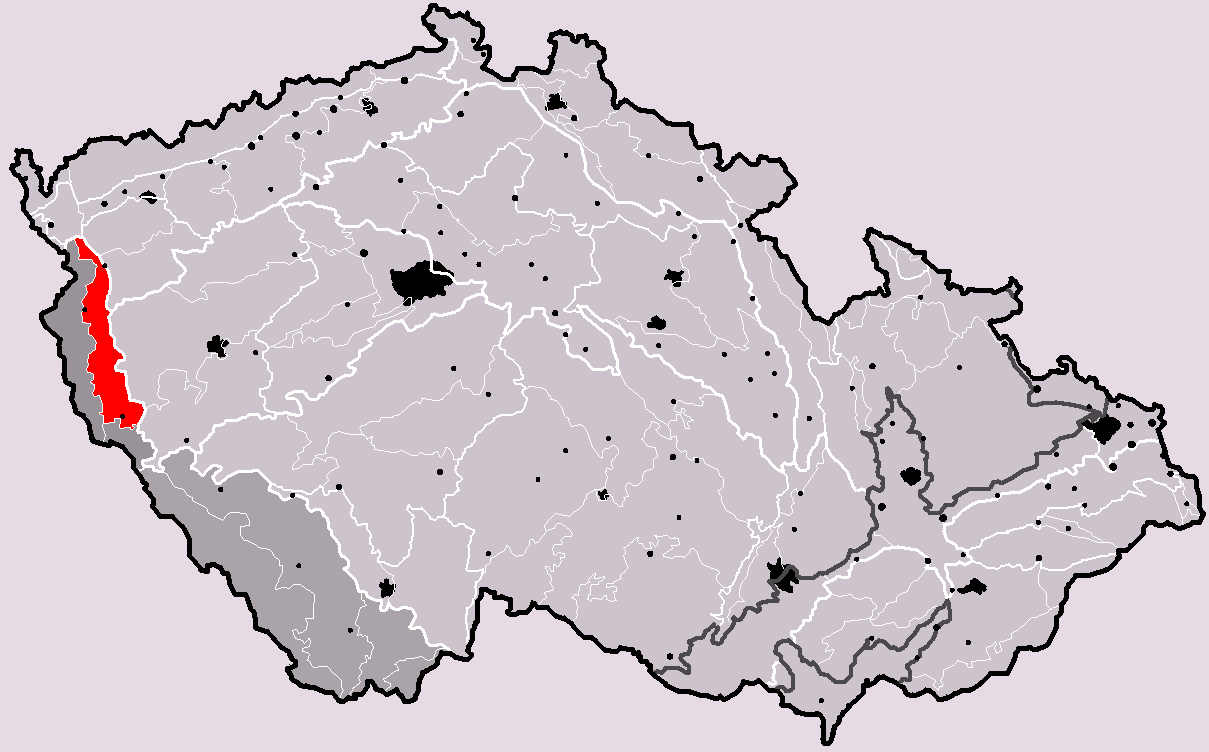
Podčeskoleská pahorkatina

Die Tachovská brázda (deutsch: Tachauer Furche) in Tschechien liegt zwischen dem Oberpfälzer Wald bzw. Český les (deutsch: Böhmischer Wald) und dem Slavkovský les (deutsch: Kaiserwald) nebst Tepelská vrchovina (deutsch: Tepler Hochland).

## Geographie
Zentrale Stadt dieser tektonischen Senke ist Planà (deutsch: Plan), 10 km südlich von Mariánské Lázně (deutsch: Marienbad) gelegen. Benannt ist dieser Naturraum jedoch nach der am Westrand liegenden Stadt Tachov (deutsch: Tachau).

## Topographie
Die markante östliche Begrenzung mit dem Anstieg zum Kaiserwald bildet die Mariánskolázeňský zlom (deutsch: Marienbader Bruchzone), welche im Norden bis zum Chebská pánev (deutsch: Egerer Becken) reicht und Ursprung vieler Schwarmbeben ist.

## Geomorphologische Klassifizierung
- System: Hercynisch
- Untersystem: Hercynisches Gebirge
- Provinz: Böhmische Masse (Česká vysočina)
- Subprovinz: Šumavská subprovincie (Böhmerwald-Subprovinz)
- Gebiet: Českoleská oblast (Oberpfälzerwald-Gebiet)
- Haupteinheit: Podčeskoleská pahorkatina („Hügelland beim Oberpfälzer Wald“)
- Untereinheit: Tachovská brázda, Chodská pahorkatina („Melhuter Hügelland“)

## Geologie
Der Český les ist geologisch gleich dem Oberpfälzer Wald aufgebaut, während östlich der Furche kristalliner Schiefer vorherrscht.

## Gewässer
Dominantes Gewässer ist der Fluss Mže (deutsch: Mies).